# Су Пецу Ману (Каљари)
Су Пецу Ману је насеље у Италији у округу Каљари, региону Сардинија.
Према процени из 2011. у насељу је живело 35 становника. Насеље се налази на надморској висини од 38 м.